# Phong trào chống toàn cầu hóa
Phong trào chống toàn cầu hoá là một phong trào xã hội phê phán về toàn cầu hóa kinh tế. Phong trào này cũng thường được gọi là phong trào công lý toàn cầu,, phong trào thay đổi toàn cầu hóa, phong trào chống lại những người theo chủ nghĩa toàn cầu hóa, phong trào toàn cầu chống doanh nghiệp. hay phong trào chống toàn cầu hóa tân tự do.

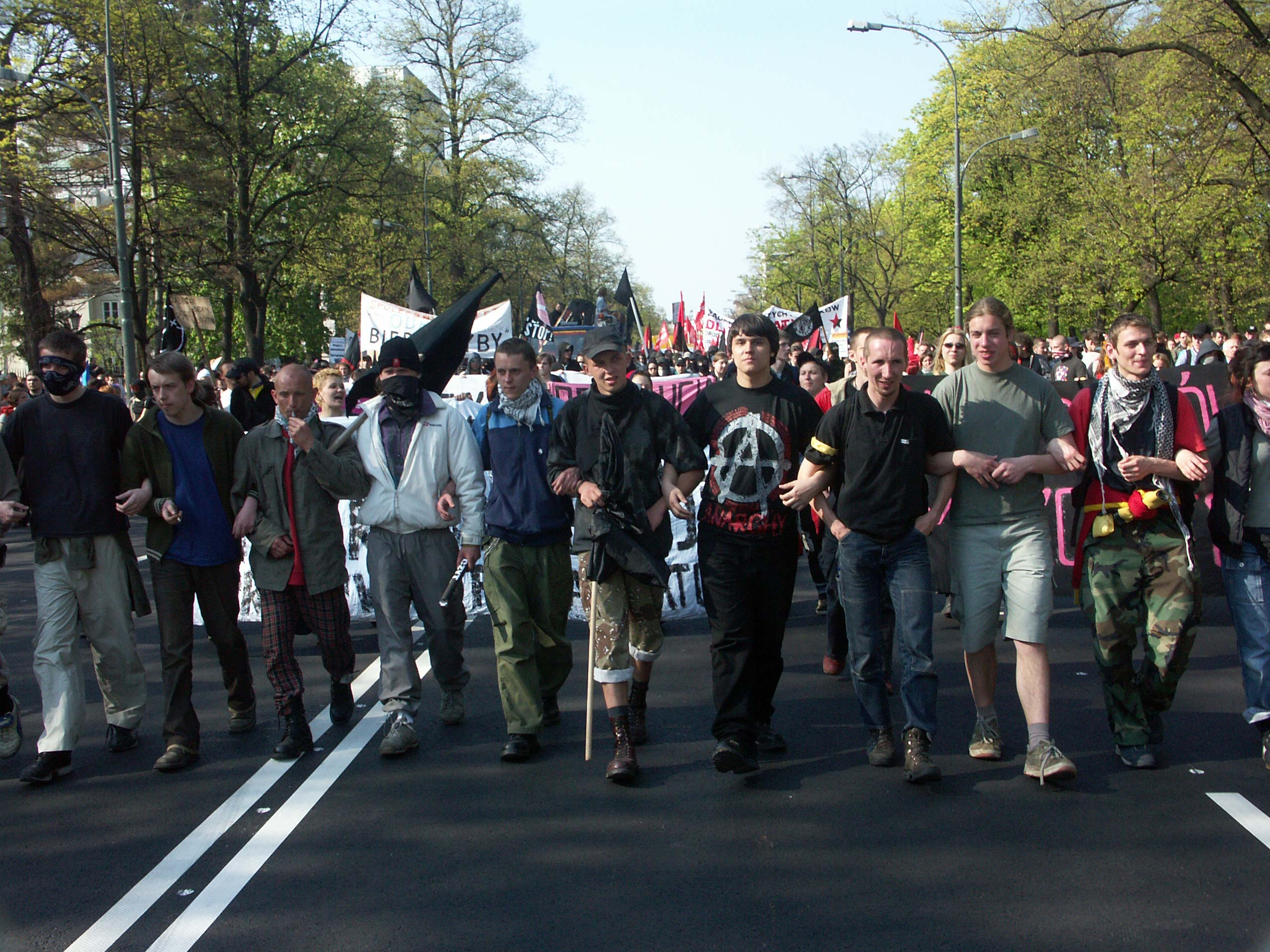
Hàng ngàn người tụ tập để biểu tìnhtại Warsaw, thủ đô của Ba Lan, khi đất nước chuẩn bị gia nhập Liên minh châu Âu vào năm 2004.

Những người tham gia đưa ra những lời chỉ trích về một số ý tưởng liên quan. Những gì được chia sẻ là những người tham gia phản đối các tập đoàn lớn, đa quốc gia có quyền lực chính trị không được kiểm soát, thực hiện thông qua các hiệp định thương mại và các thị trường tài chính phi điều tiết. Cụ thể, các công ty bị buộc tội tìm cách tối đa hóa lợi nhuận bằng cách chi tiêu các điều kiện và tiêu chuẩn an toàn lao động, tiêu chuẩn tuyển dụng lao động và bồi thường, các nguyên tắc bảo vệ môi trường và tính toàn vẹn của cơ quan lập pháp quốc gia, độc lập và chủ quyền. Tính đến tháng 1 năm 2012, một số nhà bình luận đã đưa ra những thay đổi trong nền kinh tế toàn cầu như "chủ nghĩa tư bản hóa turbo" (Edward Luttwak), "nền tảng chính trị thị trường" (George Soros), "chủ nghĩa tư bản casino" (Susan Strange), và "McWorld "(Benjamin Barber).
Nhiều nhà hoạt động chống toàn cầu hóa không phản đối toàn cầu hoá nói chung và kêu gọi các hình thức hội nhập toàn cầu cung cấp tốt hơn việc đại diện dân chủ, tiến bộ về nhân quyền, thương mại công bằng và phát triển bền vững và do đó cảm thấy "chống lại toàn cầu hóa" là sai lạc.